# Chimarra gunungkawi
Chimarra gunungkawi är en nattsländeart som beskrevs av Malicky 1995. Chimarra gunungkawi ingår i släktet Chimarra och familjen stengömmenattsländor. Inga underarter finns listade i Catalogue of Life.